# Jean Jaurès
Jean Jaurès, cuyo nombre completo era Auguste Marie Joseph Jean Léon Jaurès (Castres, 3 de septiembre de 1859-París, 31 de julio de 1914), fue un político socialista francés. Cofundador de  L'Humanité en 1904 y defensor de posiciones pacifistas y antinacionalistas, fue asesinado tres días después del estallido de la Primera Guerra Mundial. Jaurès fue un marxista heterodoxo: rechazó la dictadura del proletariado e intentó conciliar el idealismo y el materialismo, el individualismo y el colectivismo, la democracia y la lucha de clases, el patriotismo y el internacionalismo.

## Biografía
Jean Jaurès nació el 3 de septiembre de 1859 en Castres (departamento de Tarn), en el seno de una familia de la pequeña burguesía no particularmente próspera. Era hijo de Jules Jaurès (1819-1882) y Adélaïde Barbaza y Salvaire (1822-1906), y primo de André Louis Georges Marie Salvaire, mentor de la Basílica Nacional de Nuestra Señora de Luján, en Argentina. Jaurès obtuvo el número uno en el acceso a la Escuela Normal Superior de la calle de Ulm en 1878 y el número tres en la oposición a la cátedra de filosofía en 1881. Ejerció como profesor en primer lugar en Albi y más adelante en Toulouse, en 1882, en cuya Facultad de Letras ejerció su cátedra como maestro de conferencias.

### Político
Tras la consolidación de la República, que seguía al decenio de fluctuaciones y en la que la Cámara de Diputados había estado dominada por los monárquicos divididos tras el derrumbamiento del Segundo Imperio en 1870, Jaurès tenía solo veinte años. Entró en política y fue elegido diputado republicano por el departamento de Tarn en 1885. Se alineó con los «herederos» de Jules Ferry y entre los «oportunistas», republicanos socialmente moderados.
Para él, por aquella época, los «radicales» que encabezaba Clemenceau eran demasiado exigentes, y los socialistas violentos y peligrosos para el orden republicano que se estaba reconstruyendo. No es que no se interesase por la clase obrera. Puso su mítica elocuencia a disposición de las primeras leyes sociales del régimen (libertad sindical, protección de los delegados, creación de planes de jubilación para los obreros...). Heredero del espíritu de 1789, era sin embargo un firme partidario del reformismo institucional y republicano, de la alianza entre obreros y pequeña burguesía por el triunfo de la libertad, de la igualdad y de la fraternidad.
En 1889 los republicanos ganaron en las legislativas, pero él, el republicano que propugnaba el control del estado sobre las empresas, fue derrotado en su circunscripción de Tarn por el marqués de Solages, presidente de las minas. Siendo profesor en Toulouse llevó a cabo una tesis doctoral sobre los orígenes del pensamiento socialista alemán, que acentuaron su vocación social, y se presentó en las listas municipales por Toulouse.

### La huelga de Carmaux

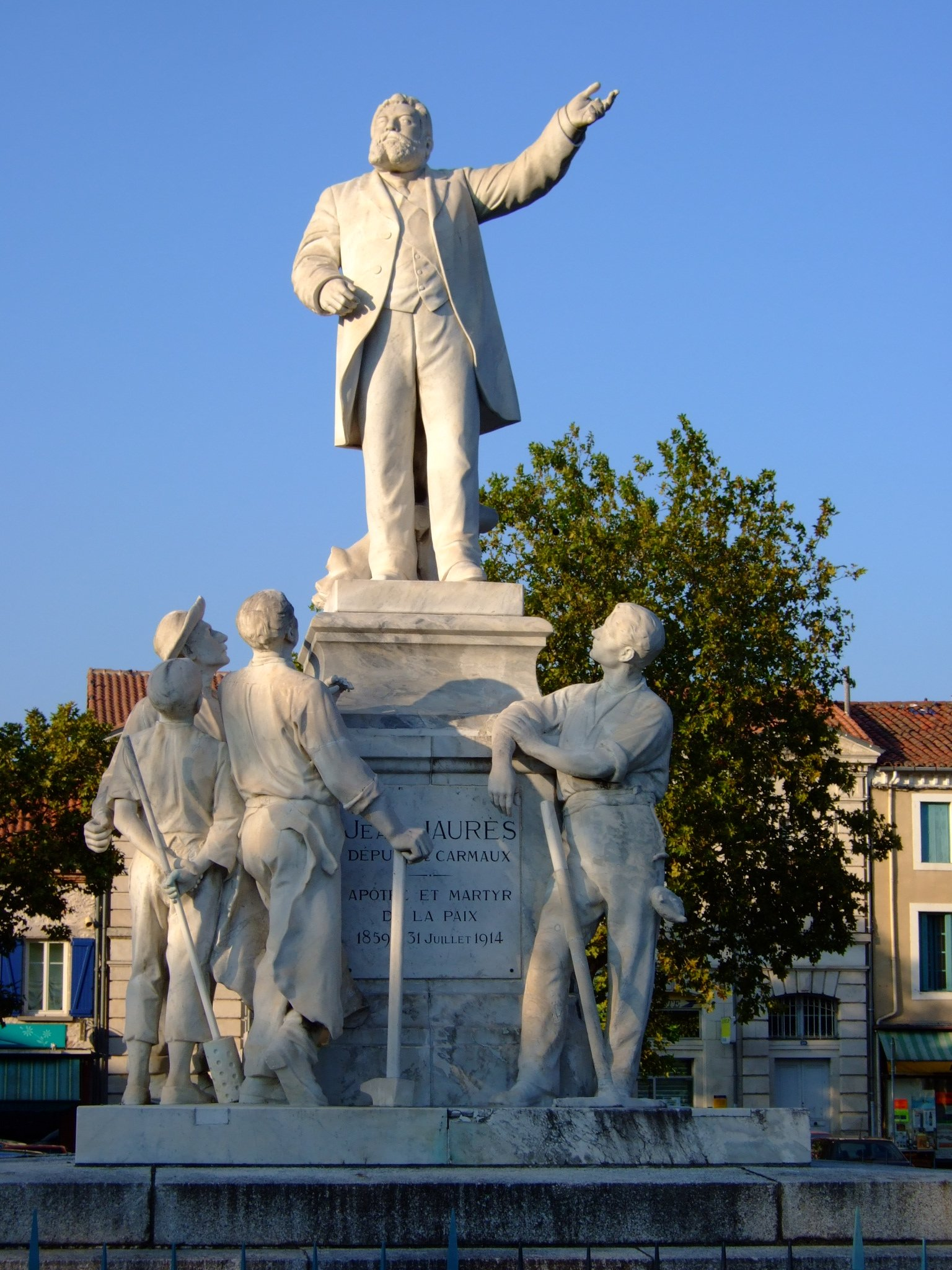
Monumento a Jaurès en Carmaux.

Jaurès vivía distanciado de la vida política nacional cuando estalló en 1892 la gran huelga de las minas de Carmaux. El alcalde electo, Jean Baptiste Calvignac, minero sindicalista y socialista, fue despedido por el marqués de Solages con la excusa de que había faltado a su trabajo para cubrir sus necesidades de representante municipal. Los obreros se pusieron en huelga para defender a aquel alcalde del que se sentían orgullosos. La República envió al ejército, 1500 soldados, en nombre del «derecho al trabajo». Francia estaba sumida en el escándalo de Panamá. Jaurès ya no era capaz de sentirse identificado con una República que parece ser que mostraba su auténtica cara en la que diputados y ministros capitalistas primaban a las finanzas y a la industria sobre el respeto a las personas; Carmaux y la mina serán el trampolín político que buscaba. Llevó a cabo el aprendizaje de la lucha de clases y del socialismo. En una huelga a la que entró como intelectual burgués republicano social salió como socialista convencido.

### Diputado socialista
Bajo la presión de la huelga y de Jaurès, el gobierno arbitró el pleito entre Solages y Calvignac en favor de este último. Solages dimitió de su escaño de diputado. De modo lógico, los obreros de la cuenca minera designaron diputado a Jaurès; ya no será un obrero, sino un burgués el líder de los mineros. La oposición del voto rural no impidió su elección. Jaurès se consagró a la defensa continua y resuelta de los obreros en lucha. En Albi estuvo entre los que participaron en la famosa «vidriería obrera». En el Languedoc vitícola visitó a los vendimiadores libres de Maraussan, que crearon la primera bodega cooperativa.
Al principio del caso Dreyfus, Jaurès no tomó partido con claridad. Sin embargo, como consecuencia de la presión popular, y también gracias al fervor de las jóvenes promociones de las Escuelas Normales, Jaurès y los socialistas tomaron partido claramente por Alfred Dreyfus.

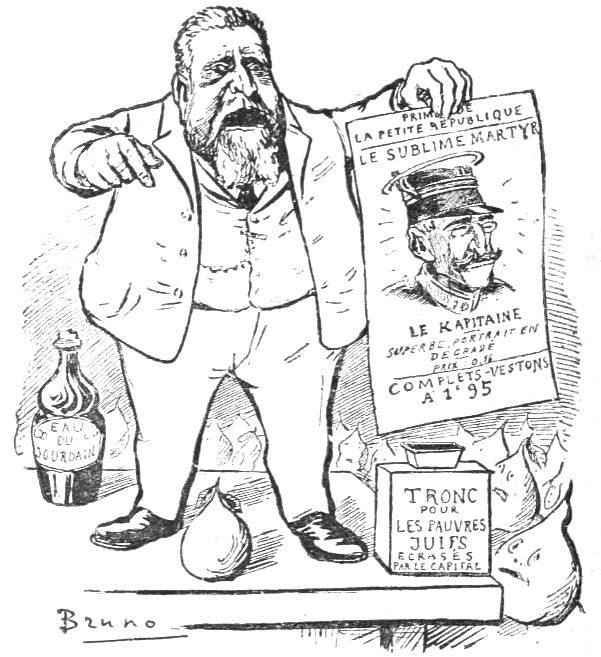
Caricatura de Jaurès y Dreyfus del periódico antisemita La Libre Parole.

Se opuso por esa época a los marxistas ortodoxos, cuyo líder era Jules Guesde y para quien Dreyfus era un oficial burgués, por lo que su defensa no se estimaba prioritaria. Para Jaurès, el cúmulo de desgracias e injusticias de las que Dreyfus fue víctima borró las diferencias de clase. La cuestión no era si Dreyfus era un privilegiado o un explotador; era un hombre que sufría injustamente y los socialistas debían oponerse a cualquier injusticia. Jaurès fundó el periódico L'Humanité en 1904.
En 1905 participó en la fundación de la SFIO, que unificó, bajo presión de la Internacional, las distintas tendencias socialistas de Francia. A pesar de que reconocía la lucha de clases, para Jaurès, solo hay una humanidad, y el hombre de izquierdas debía implicarse por la República en una revolución democrática y no violenta. Se opuso al colonialismo y se enfrentó a la intervención francesa en Marruecos.
Jaurés desempeñó un papel moderador durante la elaboración de la ley de separación de la Iglesia y del Estado de 1905.
En 1911 escribió abogando por la enseñanza en las escuelas del occitano, el bretón y el euskera.

### Internacionalista pacifista

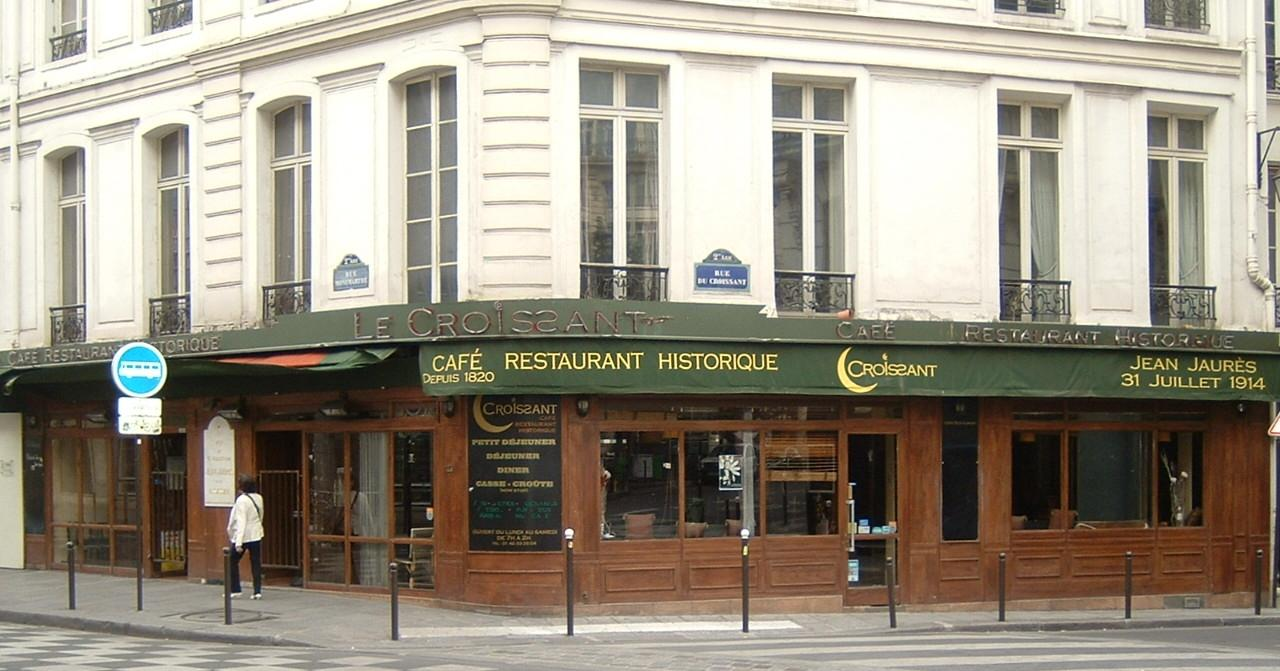
Café Le Croissant de París, donde Jean Jaurès fue abatido a tiros el 31 de julio de 1914. Una placa de la Liga de Derechos del Hombre recuerda su asesinato.

Combatía el peligro de la guerra europea con pasión, especialmente tras el estallido de las Guerras Balcánicas en 1912-1913. Se opuso a la ley que alargó a tres años el servicio militar obligatorio. Ante el ultimátum austríaco contra Serbia, tras el asesinato del Archiduque Francisco Fernando en Sarajevo, Jaurès se distanció de la ola chauvinista que crecía y en su discurso en Lyon, el 23 de julio de 1914, culpó de la «situación terrible» a «la política colonial de Francia, la política hipócrita de Rusia y la brutal voluntad de Austria». Llamó a los obreros de todos los países que estaban al borde de enfrentarse en la guerra a unirse para alejar «la horrible pesadilla».

## Asesinato

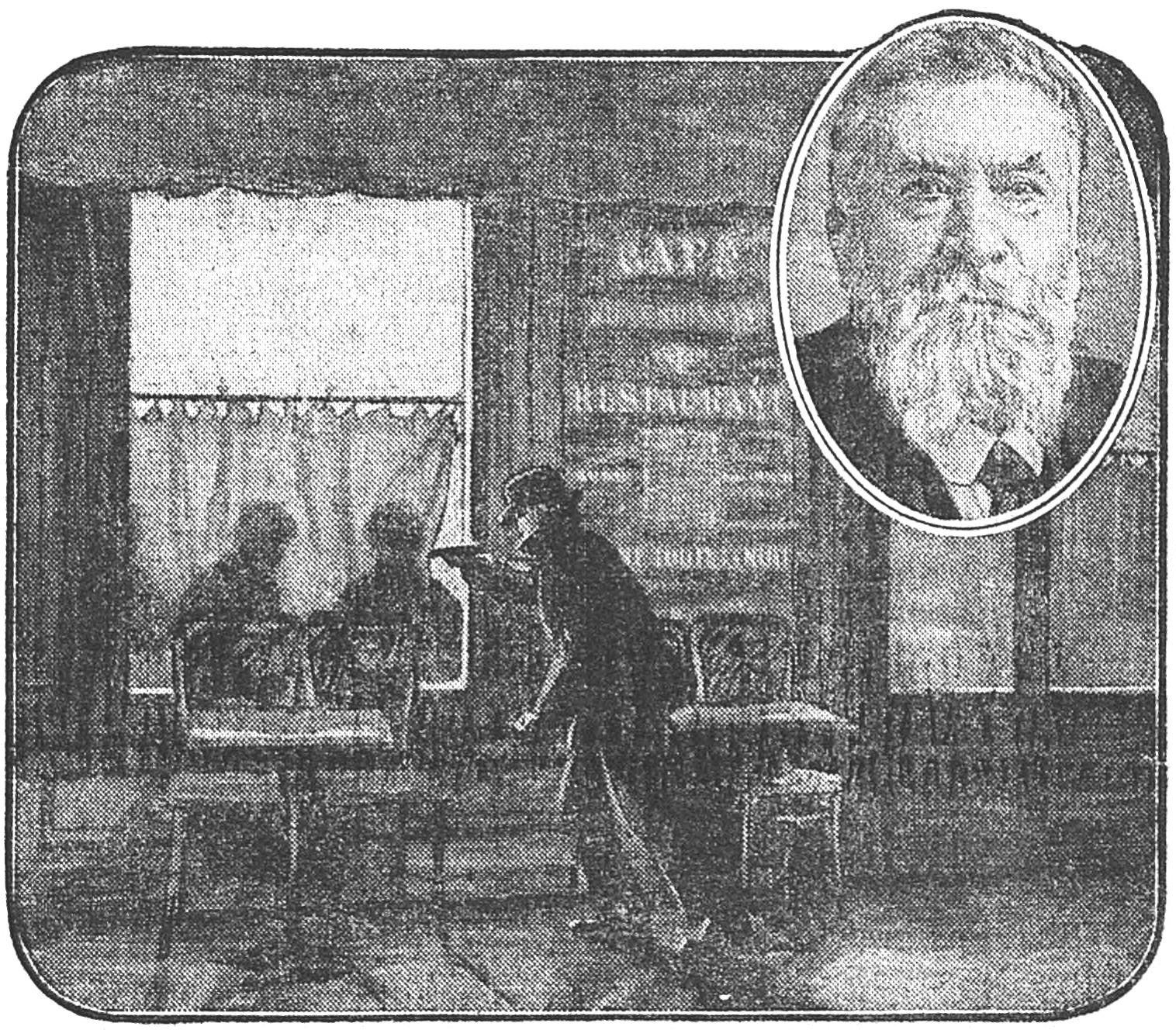
Asesinato de Jean Jaurès.

Su toma de postura en pro del pacifismo, poco antes del desencadenamiento de la Primera Guerra Mundial, lo hicieron impopular entre los sectores nacionalistas, y Raoul Villain, un fanático nacionalista de derechas, lo asesinó el 31 de julio de 1914, en el Café du Croissant, actual Le Bistrot du croissant en el 146 Rue  Montmartre de París, una semana después de su discurso y tres días después de que se iniciaran las hostilidades. Villain fue liberado el 29 de marzo de 1919.

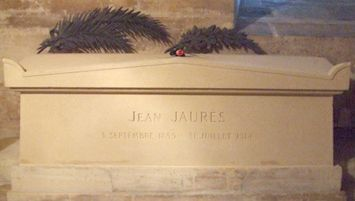
Tumba de Jaurès en París.

Al finalizar la I Guerra Mundial, y como reacción a la masacre que ocasionó, muchos municipios franceses colocaron a calles y plazas su nombre, recordando su papel de firme opositor a dicho conflicto. También el Metro de París y el Metro de Lyon y el de Toulouse pusieron su nombre a una de sus estaciones. En 1954, con ocasión del cuadragésimo aniversario del fallecimiento de Jaurès, se creó en su ciudad natal, Castres, el Museo Jaurès; reinaugurado oficialmente por François Mitterrand el 24 de noviembre de 1988, se reconvirtió en el Centro Nacional y Museo Jean-Jaurès (CNMJJ).

## Obra
- Las pruebas (1898, sobre el caso Dreyfus)
- Estudios socialistas
- Hacia la república social
- Los dos métodos (1900)
- Historia socialista de la Revolución Francesa (1901)
- Nestro objetivo (1904)
- La Revolución rusa (1905)
- La Guerra franco-alemana. 1870-1871. (1907)
- La alianza de los pueblos
- Conflicto ampliado (1912)
- El nuevo ejército (1914)
- Discurso de Vaise (1914)

## Homenajes

### Eponimia
- calles y plazas en Francia se nombraron Jaurès, especialmente en el sur de Francia, y también en Viena, Austria, Plovdiv, Bulgaria, Tel Aviv, Haifa, Israel, Buenos Aires, Córdoba (Argentina), Rosario (Argentina)[11]

- Estaciones del metro:
- Metro de París: Jaurès, Boulogne - Jean Jaurès
- Metro de Toulouse: Estación de Jean-Jaurès (Toulouse) El campus universitario número dos de Toulouse, recibe también el nombre de Jean Jaurès desde 2014.
- Metro de Lyon, Metro Place Jean Jaurès